# مجلس سلوفينيا الوطني
مجلس سلوفينيا الوطني (بالإنجليزية: National Council)‏ هو الهيئة التشريعية في سلوفينيا، ويتكون من 40 مقعداً، وهو المجلس الأعلى في برلمان سلوفينيا.

## طالع أيضًا
- برلمان سلوفينيا